# Bogáncsrend
A Bogáncsrend (Order of the Thistle) vagy teljes nevén A Legősibb és Legnemesebb Bogáncsrend (The Most Ancient and Most Noble Order of the Thistle) egy skót eredetű brit lovagrend. A rendet jelenlegi formájában 1687-ben alapította VII. Jakab skót király (II. Jakab angol király), aki egy korábban már létező lovagrendet támasztott fel. A rendet a mindenkori brit uralkodó vezeti és 16 tagja (lovagok és hölgyek) lehet, ezen felül a brit királyi család tagjai és néhány európai uralkodó kaphatja még. A lovagi cím odaítéléséről a mindenkori brit uralkodó dönt, más brit lovagrendekkel ellentétben nem kell kikérnie a brit kormány véleményét.
A rend legfőbb jelképe a bogáncs, Skócia egyik nemzeti jelképe. A rend jelmondata Nemo me impune lacessit (latinul, a. m. „Senki nem ingerelhet büntetlenül”). Ez a jelmondat feltűnik az Egyesült Királyság királyi címerének Skóciában használt változatán is, a brit egyfontos pénzérmén, a Skót Királyi Ezred, a Skót Őrezred, a Kanadai Fekete Őrezred és a Királyi Skót Dragonyos Lovasőrség jelmondataként. A rend védőszentje Szent András.
A Bogáncsrend, amely a brit lovagrendekről eltérően elsősorban csak Skóciában használt, a lovagrendek rangsorában a második helyet foglalja el. Angliai megfelelője, a Térdszalagrend az első, mivel a 14. század közepén alapították. 1783-ban alapították meg az Írországban használt Szent Patrik-rendet, amelyet azonban (1922 óta) már nem adományoznak.

## Története

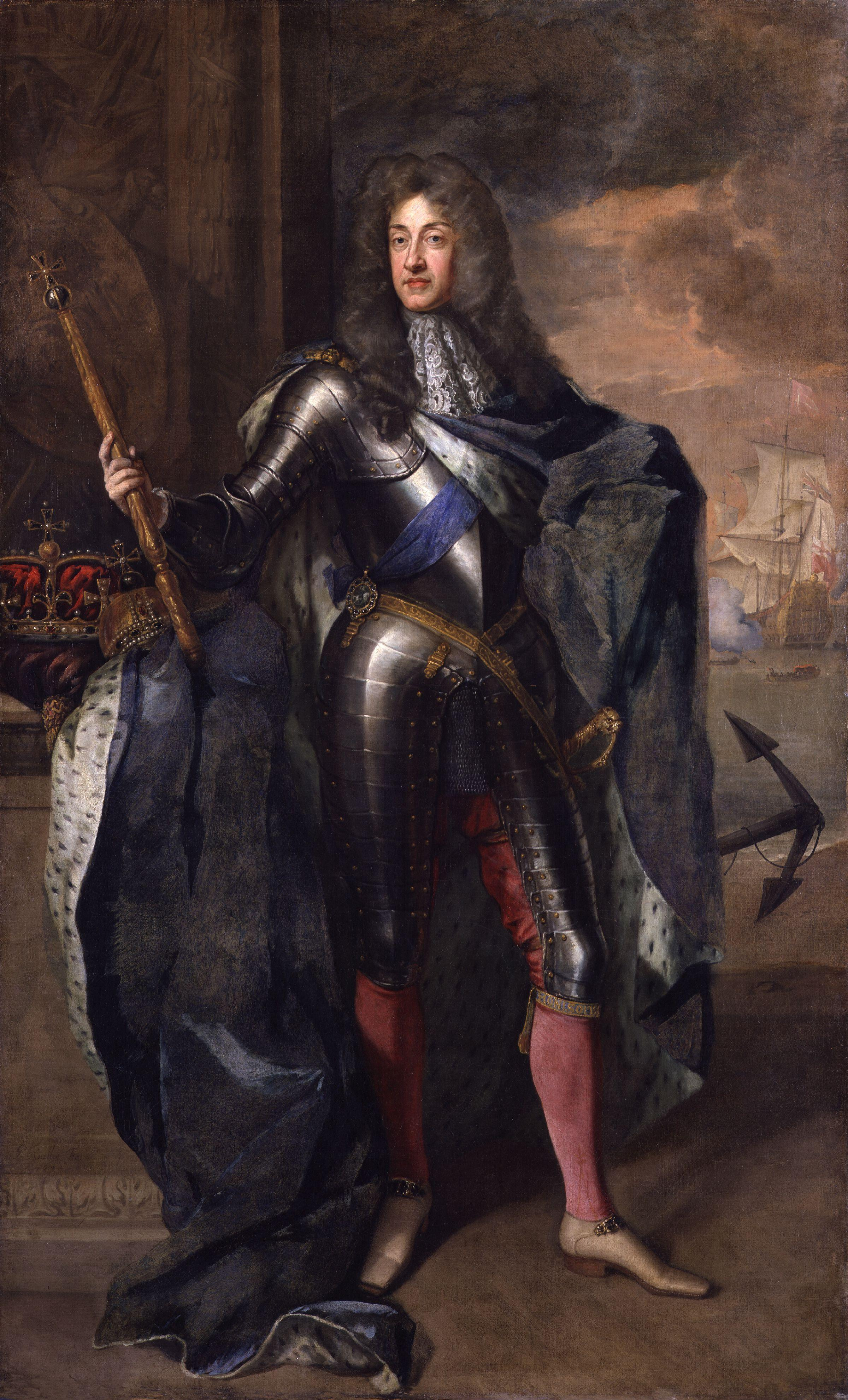
VII. Jakab skót király alapította meg a rendet

VII. Jakab skót király állítólag egy már korábban létező lovagrendet támasztott fel, amikor 1687-ben jelenlegi formájában létrehozta a Bogáncsrendet. A legenda szerint Achaius skót király, miközben Æthelstan wessexi király ellen harcolt, az égben jelenést látott: Szent András keresztjét. Miután megnyerte a csatát, 786-ban megalapította a Bogáncsrendet, amelyet Szent Andrásnak dedikált A legenda azért nehezen hihető, mert a két főszereplő, bár történelmi személyek voltak, nem ugyanabban az évszázadban éltek. Egy másik legenda szerint Achaius 809-ben alapította a rendet, miután szövetséget kötött Nagy Károly frank uralkodóval. Ennek esetleg alapot adhat, hogy Nagy Károly skót testőröket alkalmazott. Egy hasonló hagyomány alapján Robert Bruce bannockburni csata után újjáélesztette a rendet.
III. Jakab skót király volt az első, aki személyes jelvényeként kezdte használni a bogáncsot és a virágot ábrázoló érméket veretett, illetve a hagyomány szerint a 15. század során megalapította a Bogáncsrend elődjét. Más történészek szerint V. Jakab skót király, a ki tagja volt az Aranygyapjas rendnek, a francia Szt. Mihály-rendnek, és az angol Térdszalagrendnek, 1540-ben alapította meg a Bogáncsrendet, szégyenkezve afelett, hogy Skócia nem rendelkezett lovagrenddel. Állítólag I. Ferenc francia királyt kinevezte az "Order of Thissil" rend tagjává.
Azonban a rend 15-16. századi létezésére nincs egyértelmű és elfogadott bizonyíték. Egy 1558-as francia kommentár szerint a skót királyok a bogáncsos koronát és Szent András keresztjét használták jelképként és lobogóikon, de hozzáteszi, hogy nem alapítottak lovagrendet. John Lesley 1578. körül felsorolta V. Jakab király külföldi kitüntetéseit, és hozzátette, hogy saját nemzetének megfelelően Szent András keresztjét viselte. Egy skót lovagrend, a Szt. András-rend, feltehetően létezett a 16. században, de a század végére megszűnt.
VII. Jakab skót király 1687. május 29-én adta ki királyi rendeletét, amely "újjáéleszti és visszaállítja a Bogáncsrendet korábbi dicsőségébe fényébe és ragyogásába. A rend megalapításakor nyolc lovagot neveztek ki, majd VII. Jakabot 1688-ban megfosztották trónjától. Utódai, III. Vilmos angol király és II. Mária angol királynő, nem neveztek ki újabb lovagokat a rendbe, amely egy ideig használaton kívül volt. 1703-ban Anna brit királynő ismét újjáélesztette a Bogáncsrendet, amely változatlan formában fennmaradt a mai napig.

## A rend tagjai

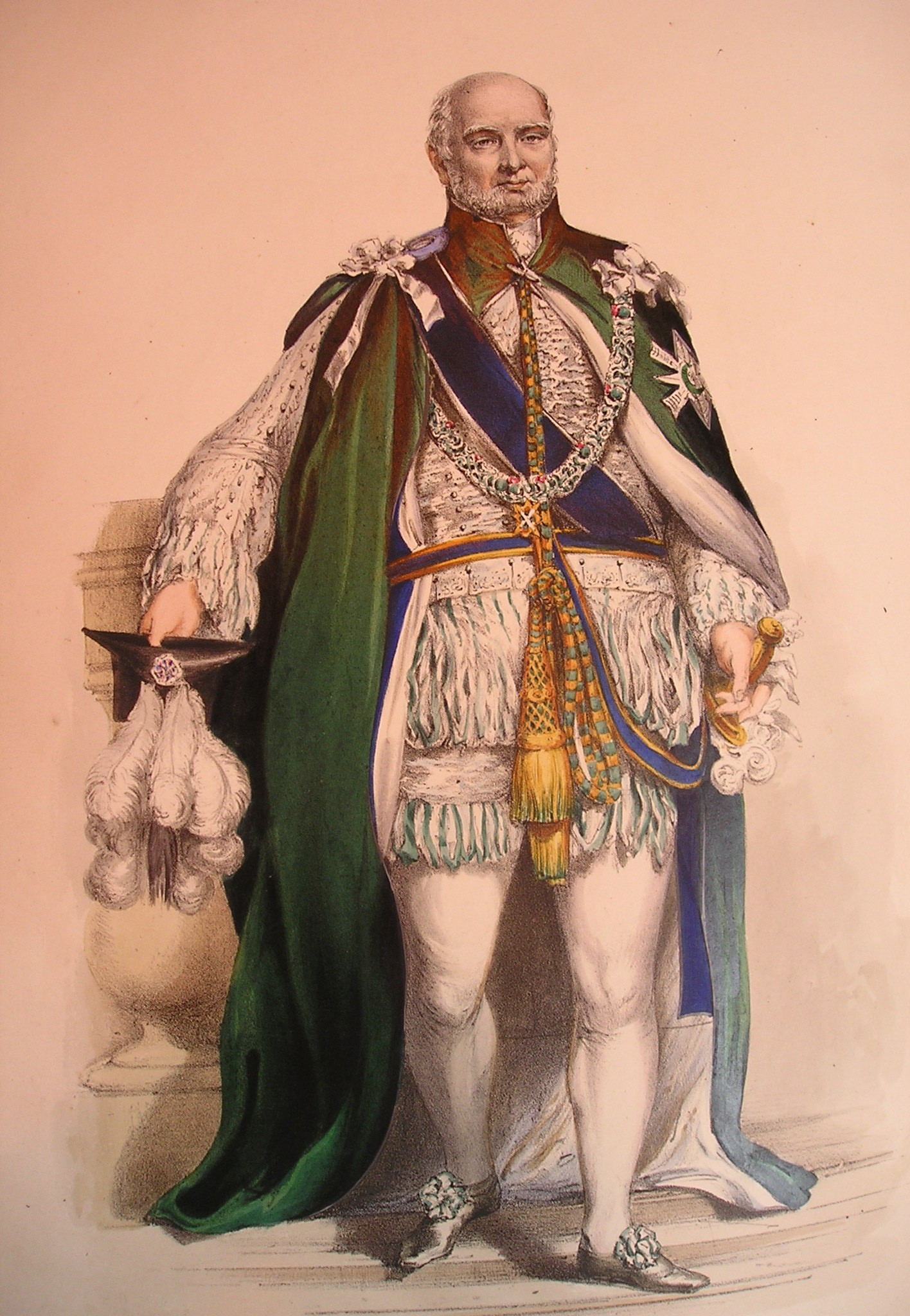
Frigyes Ágost sussexi herceg a Bogáncsrend lovagjának díszruhájában

A rend mindenkori vezetője Skócia, majd később Nagy-Britannia királyai voltak Amikor VII. Jakab megalapította a rendet, az alapítólevél leszögezte, hogy a király és 12 lovag lehet tagja, utalva Jézusra és a 12 apostolra. 1827-ben IV. György brit király lehetővé tette, hogy 16 tagot nevezzenek ki a rendbe. A nőket (az uralkodó királynőn kívül) kezdetben kizárták a rendből. VI. György brit király azonban feleségét Erzsébet brit királynét 1937-ben kinevezte a rend tagjává és 1987-ben II. Erzsébet brit királynő lehetővé tette, hogy a nők is a rend tagjai lehessenek.
Időről időre a „rendes” tagokon kívül „különleges” tagokat is kinevez az uralkodó. Az „extra lovagok” nem számítanak bele a IV. György által meghatározott 16 fős felső határba. A brit királyi család tagjai általában ennek köszönhetően a rend tagjai, az első közülük Albert herceg, Viktória királynő férje volt. V. Olaf norvég király volt a rend első külföldi tagja, akit 1962-ben II. Erzsébet nevezett ki.
A rend alapítólevelének megfelelően a mindenkori uralkodónak van joga a rend tagjait kinevezni. A 18. századtól az uralkodó általában a brit kormány javaslatára nevezte ki a rend tagjait, azonban VI. György úgy érezte, hogy mind a Térdszalagrendet, mind a Bogáncsrendet a kormány a politikai hűség, és nem a személyes eredmények jutalmazására használta. Ezért, Clement Attlee miniszterelnök és Winston Churchill, az ellenzék vezetőjének beleegyezésével, 1946-tól, csak az uralkodó nevezhetett ki rendtagokat.
A Bogáncsrend lovagjai és hölgyei (Knights and Ladies of the Thistle) tagjai lehetnek a Térdszalagrendnek is, mivel utóbbi csak Anglia területén használatos. Korábban sok lovag, aki megkapta a Térdszalagrend kitüntetését, lemondott a Bogáncsrendről. A rend tagjait meg is lehet fosztani a tagságuktól – erre egyszer került sor John Erskine esetében, aki a rend tagságát és lovagi címét is elvesztette, miután részt vett az 1715-ös jakobita felkelésben.
A rendnek öt tisztviselője van: az elöljáró (dean), a kancellár (chancellor), az szertartásmester (usher), a Lord Lyon King of Arms és a titkár. Az elöljáró általában a Skót Episzkopális Egyház tagja, és csak 1763-tól létezik maga a poszt. A kancellár tisztségét 1687-ben hozták létre, és rábízták a rend nagypecsétjét, bár a posztot 1913-ig nem töltötték be. A kancellári tisztséget attól fogva a lovagok egyik (nem mindig a rangidős) tölti be. A szertartásmester (hivatalos tiszte A Zöld Jogar Szertartásmestere). A Lord Lyon King of Arms a skót heraldikai hivatal vezetője, a tisztség maga korábbi, mint a rend. A Lord Lyon gyakran, de nem feltétlenül, betölti a rend titkárának tisztségét is.

## Öltözetek és díszítések

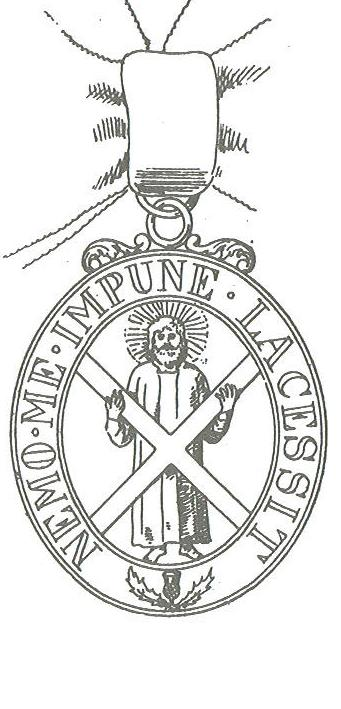
Szt. András keresztjével a Bogáncsrend kitűzőjén

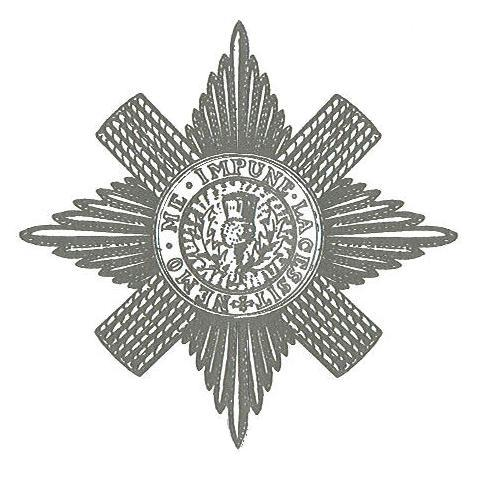
A Bogáncsrend csillaga

A Bogáncsrend ünnepi rendezvényei, mint pl. a minden év júniusban vagy júliusban megrendezett nagygyűlés, vagy pl. a brit uralkodó koronázása alkalmából a rend tagjai a következő öltözetet viselik:
- A köpeny zöld anyagból készül, a ruha-egyenruha felett viselik. A köpenyt fehér anyag szegélyezi, zöld vagy arany szalagokkal kötik meg. A köpeny bal vállára tűzik ki a rend nagy csillagát (ld. balra).[31]
- A kalap fekete bársonyból készül és fehér tollak ékesítik, a tetején fekete kócsagtoll vagy a daru bóbitája[31]
- A lánc aranyból készül és bogáncsvirágot, illetve rutacsokrokat ábrázol. A köpeny fölött viselik.[31]
- A Szent András vagy a lógó kitűző a láncról lóg. Az arany medál Szent Andrást ábrázolja fehér kereszttel, zöld ruhában és bíbor köpennyel,[31] feje körül arany glóriával.[32]

A teljes díszöltözék mellett egyszerűbb öltözetet is viselhetnek a rend tagjai, amikor valamilyen hivatalos rendezvényen vesznek részt.
- A rend csillagja ezüst Szent András-kereszt, a kereszt szárai között sugarakkal. Középen egy zöld körben a rend jelmondata arany betűkkel, a körön belül egy bogáncsvirág arany mezőben. A bal mellkasra kitűzve kell viselni.[33] Ha a lovag a Térdszalagrendnek is tagja, akkor a Bogáncsrend csillagját a Térdszalagrend csillagja alá kell kitűzni[34]
- A széles szalag sötétzöld anyagból készült, a bal válltól a jobb csípőig kell viselni.[35]
- A jobb csípőnél a rend kitűzőjét viselik, amely a lógó-kitűzőhöz hasonló.[36]

Bizonyos napokon, az uralkodó engedélyével, a rend tagjai viselhetik a láncot a ruhájuk vagy egyenruhájuk felett.
A rend tagjának halála esetén minden rendjelet a rend kincstárnokának vissza kell szolgáltatni. A kitűzőt és a csillagot az elhunyt lovag legközelebbi hozzátartozója személyesen adhatja át az uralkodónak.
A rend tisztviselői is zöld anyagból készült ruhát viselnek. A szertartásmester hivatali jelképe egy zöld színű jogar vagy pálca.

## Kápolna

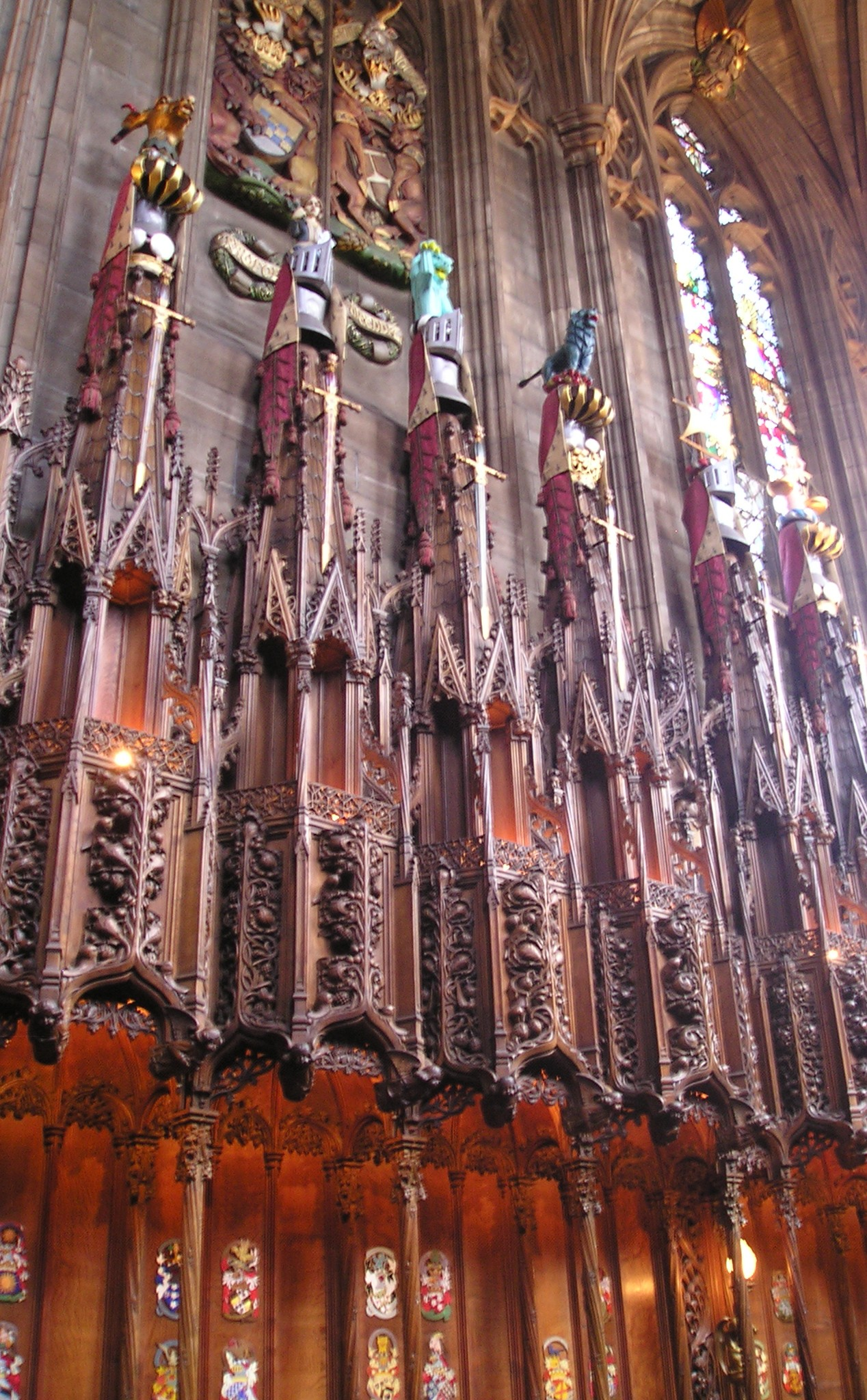
A rend tagjainak kardja, sisakja és címerpajzs a rend kápolnájában.

Amikor VII. Jakab 1687-ben megalapította a rendet, elrendelte, hogy kápolnája a Holyroodhouse-palota apátsági templomában legyen (feltehetően a Térdszalagrendtől vette az ötletet, amelynek kápolnája a Windsori kastély kápolnájában van). VII. Jakabot azonban 1688-ban megfosztották a tróntól, a kápolna pedig a zavargások során megsemmisült. A rendnek egészen 1911-ig nem volt kápolnája, amikor az edinburghi Szt. Giles székesegyház egyik kápolnáját át nem alakították erre a célra. II. Erzsébet minden évben a Holyroodhouse-palotában tölt egy hetet júniusban vagy júliusban, és ekkor tartják a rend nagygyűlését is, amikor az új lovagok vagy hölgyek beiktatására is sor kerül.
Az uralkodót beleértve minden rendtagnak egy páholyt alakítottak ki a kápolnában, amelyen a lovag vagy hölgy címerét feltüntetik. A páholy tetején a rend tagjának sisakja látható. Amennyiben nemesi rangja is van a tagnak, akkor a rangnak megfelelő koronát is feltüntetik. A heraldika szabályai szerint, az uralkodó kivételével, nők nem viselhetnek sisakot ezért nekik csak a koronát tüntetik fel. A többi brit lovagi renddel ellentétben nem a kápolnában láthatók a rend tagjainak zászlói, hanem a katedrális másik részében.
A rend tagjának halálakor a sisakot, címert és a koronát leszedik, a páholyról azonban nem veszik le az elhunyt kis címerét, hanem a páholy ülésének hátoldalára helyezik fel. A kápolna bejárata melletti falon található az 1911 óta kinevezett összes lovag és lady neve.

## Kiváltságaik

A királyi címer skót változata, a rend jelvényeivel.

A rend lovagjai és hölgyei az Egyesült Királyság rangsorában, a Térdszalagrend kivételével, minden más lovagrend tagjait megelőzik, a nemesség közül pedig a báróknál magasabb a rangjuk. A rend lovagjainak felesége, gyermekei és menyei is megkapják ezt a kiváltságot, azonban a hölgyeknek ez nem jár (mivel a rangsort az apa vagy férj címei alapján állítják fel.
A rend lovagjai használhatják a „Sir”, a hölgyek pedig a „Lady” megjelölést a nevük előtt. A lovagok feleségei szintén jogosultak a „Lady” megszólításra, a hölgyek férjének azonban nem jár ilyen megtiszteltetés.
A lovagok nevük után a „KT” (Knight of the Thistle), a hölgyek az „LT” (Lady of the Thistle) rövidítést tüntethetik fel. Ha a rend tagjának más kitüntetései is vannak, akkor a „KT” vagy „LT” minden mást megelőz, kivéve a „Bt” vagy „Btss” (báró vagy bárónő), „VC” (Viktória-keresztes), „GC” (György-keresztes) és „KG” vagy „LG” (a Térdszalagrend lovagja vagy hölgye).

## A rend jelenlegi tagjai
Ez a lista utoljára 2024. március 11-én frissült.
- Uralkodó: III. Károly brit király [49][50]
- Extra tagok:
  - Anna brit királyi hercegnő (2000)
  - Vilmos walesi herceg[51]
  - Kamilla brit királyné (2023)
  - Eduárd edinburgh-i herceg (2024)
- Lovagok és hölgytagok:

1. Andrew Bruce, Elgin és Kincardine grófja (1981)
2. James Mackay, Clashfern bárója (1997)
3. David Wilson, Tillyorn bárója (2000)
4. David Steel, Lord Aikwood (2004)
5. George Robertson, Port Ellen bárója (2004)
6. William Cullen, Whitekirk bárója (2007)
7. David Hope, Craighead bárója (2009)
8. Narendra Patel, Patel bárója (2009)
9. Robert Smith, Kelvin bárója (2014)
10. Richard Scott, Buccleuch 10. hercege (2017)
11. Sir Ian Wood (2018)
12. Lady Elish Angiolini (2022)[52]
13. Sir George Reid (2022)[52]
14. Sue Black, Strome bárónője (2024)[53]
15. Helena Kennedy, The Shaws bárónője (2024)[53]
16. Sir Geoff Palmer (2024)[53]

- Tisztviselők:
  - Dean (elöljáró): David Fergusson (2019)
  - Kancellár: Richard Scott, Buccleuch 10. hercege (2023)[54]
  - King of Arms: Joseph Morrow kanonok, a Lord Lyon King of Arms (ex officio, 2014)
  - Titkár: Elizabeth Roads (2014)
  - Szertartásmester: Christopher Layman ellentengernagy, a Green Rod Hordozója (ex officio, 1997)[55]

## Külső hivatkozások
- The Monarchy Today: Queen and Public: Honours: The Order of the Thistle. The official website of the British Monarchy. (Hozzáférés: 2010. január 23.)
- Order of Wear. Ceremonial Secretariat, Cabinet Office, 2006. november 13. [2007. január 28-i dátummal az eredetiből archiválva]. (Hozzáférés: 2007. február 20.)
- Royal Insight: Mailbox. The Royal Household, 2007. február 1. (Hozzáférés: 2007. február 20.)
- The Scale of General Precedence in Scotland. Burke's Peerage. [2007. február 4-i dátummal az eredetiből archiválva]. (Hozzáférés: 2007. február 24.)